# Oğulbalı, Korkut
Oğulbalı là một xã thuộc huyện Korkut, tỉnh Muş, Thổ Nhĩ Kỳ. Dân số thời điểm năm 2011 là 1.177 người.